# Avinyonet del Penedès
Avinyonet del Penedès település Spanyolországban, Barcelona tartományban. Lakosainak száma 1744 fő (2024).

## Földrajza
Avinyonet del Penedès La Granada, Subirats, Olesa de Bonesvalls, Olivella, Olèrdola, Sant Cugat Sesgarrigues és Santa Fe del Penedès községekkel határos.

## Népesség
A település lakosságának változását az alábbi diagram mutatja:
| Lakosok száma | 225  | 1466 | 1377 | 1170 | 1187 | 1414 | 1690 | 1675 | 1701 | 1744 |
|               | 1717 | 1887 | 1936 | 1960 | 1986 | 2004 | 2009 | 2014 | 2019 | 2024 |